# Sinta Weisz
Sinta Weisz (n. 18 iunie 1980 în Wiesbaden) este o actriță germană. După gimnaziu ea va studia în Mainz și Hamburg economia politică.
Ulterior a început să joace în diferite filme, fiind în prezent o actriță apreciată (Shooting-Star) în Berlin.